# Restrict
restrict — ключевое слово в языке программирования C, введённое стандартом C99 и используемое в объявлениях указателей.
```
char
 
*
 
restrict
 
p1
;

int
 
**
 
restrict
 
p2
;

float
 
*
 
restrict
 
p3
,
 
*
 
restrict
 
p4
;

```

Ключевое слово restrict позволяет программисту сообщить компилятору, что объявляемый указатель адресует область памяти, на которую не ссылается никакой другой указатель. Гарантию того, что на участок памяти не будут ссылаться более одного указателя, даёт программист. При этом оптимизирующий компилятор может генерировать более эффективный код (пример см. ниже).
Использование ключевого слова restrict при объявлении других объектов (не указателей) не определено стандартом.
При использовании ключевого слова restrict программа, написанная на «умном» C, может сравниться по скорости с программой, написанной на «глупом» Fortran.
В языке C++ нет ключевого слова restrict (не описано в стандарте), но разработчики разных компиляторов C++ добавили аналогичные по назначению ключевые слова, например:
- __restrict и __restrict__ у GNU Compiler Collection[2];
- __restrict и __declspec(restrict) у Visual C++;
- __restrict__ у Clang.

## Пример оптимизации
Компилятор может генерировать машинный код меньшего размера, если знает, что только один указатель адресует определённый блок памяти. Например, пусть определена следующая функция:
```
void
 
updatePtrs
(

   
size_t
*
 
ptrA
,

   
size_t
*
 
ptrB
,

   
size_t
*
 
val

)
 
{

   
*
ptrA
 
+=
 
*
val
;

   
*
ptrB
 
+=
 
*
val
;

}

```

Компилятор предполагает, что указатели ptrA, ptrB и val могут ссылаться на один и тот же блок памяти.
Для этой функции компилятор будет генерировать примерно следующий код:
```
load
 
R1
 
←
 
*
val
  
; прочитать значение из памяти по указателю val

load
 
R2
 
←
 
*
ptrA
 
; прочитать значение из памяти по указателю ptrA

add
 
R2
 
+=
 
R1
    
; выполнить сложение

set
 
R2
 
→
 
*
ptrA
  
; записать результат в память по указателю ptrA

; аналогично для ptrB

load
 
R1
 
←
 
*
val
 
; чтение по val второй раз

load
 
R2
 
←
 
*
ptrB

add
 
R2
 
+=
 
R1

set
 
R2
 
→
 
*
ptrB

```

В данном примере значение по указателю val считывается из памяти дважды. Это происходит из-за того, что указатель ptrA может ссылаться на тот же блок памяти, что и val, то есть значение val может измениться при записи значения по указателю ptrA.
При использовании ключевого слова restrict определение функции будет следующим:
```
void
 
updatePtrs
(

   
size_t
*
 
restrict
 
ptrA
,

   
size_t
*
 
restrict
 
ptrB
,

   
size_t
*
 
restrict
 
val

)
 
{

   
*
ptrA
 
+=
 
*
val
;

   
*
ptrB
 
+=
 
*
val
;

}

```

Ключевое слово restrict сообщает компилятору, что указатели ptrA, ptrB и val никогда не адресуют один и тот же блок памяти. Это гарантируется программистом.
В этом случае компилятор будет генерировать примерно следующий код:
```
load
 
R1
 
←
 
*
val

load
 
R2
 
←
 
*
ptrA

add
 
R2
 
+=
 
R1

set
 
R2
 
→
 
*
ptrA

; load R1 ← *val ; отсутствует

load
 
R2
 
←
 
*
ptrB

add
 
R2
 
+=
 
R1

set
 
R2
 
→
 
*
ptrB

```

В результате применения ключевого слова restrict код стал короче благодаря тому, что значение val читается из памяти только один раз.

## Примеры неопределённого поведения
Указатель с квалификатором типа restrict на указатель с квалификатором типа restrict может быть определён только во вложенном блоке. Пример:
```
struct
 
T
 
{
 
int
 
i
;
 
};

struct
 
T
 
var_1
;

int
 
main
()
 
{

   
struct
 
T
*
 
restrict
 
var_2
 
=
 
&
var_1
;

   
int
*
 
restrict
 
var_3
 
=
 
&
var_2
->
i
;
 
// undefined behavior

   
{

      
int
*
 
restrict
 
var_4
 
=
 
&
var_2
->
i
;
 
// допустимо

   
}

   
return
 
0
;

}

```

Определение указателя var_3 — неопределённое поведение, так как var_3 находится в одном блоке с var_2. Определение var_4 находится во вложенном блоке и допустимо.

## __restrict для методов в C++
Ключевое слово __restrict для метода структуры или класса C++ обозначает, что указатель this имеет тип «T * __restrict const». Пример:
```
struct
 
T
 
{

   
void
 
method
 
()
 
__restrict
 
{}

};

```